# Vero Copner Wynne-Edwards
Vero Copner Wynne-Edwards (Leeds, 4 de julho de 1906 — Aberdeen, 5 de janeiro de 1997) foi um zoólogo Britânico conhecido por sua defesa da seleção de grupo, sobretudo em seu livro Animal Dispersion in Relation to Social Behavior (Dispersão Animal em Relação ao comportamento Social), de 1962. Aí defendeu a ideia de que os diferentes tipos de comportamentos são adaptações do grupo e não do indivíduo, e que as populações possuem mecanismos adaptativos autorregulatórios.  Apesar de ter sido vigorosamente criticado por George C. Williams em seu Adaptation and Natural Selection, bem como por Richard Dawkins em O Gene Egoísta, o papel da seleção de grupo, que teve a simpatia de geneticistas importantes como Ernst Mayr, tem sido alvo de uma reavaliação recente bem mais favorável.

## Livros
- Wynne-Edwards, V.C. 1962. Animal Dispersion in Relation to Social Behavior. Oliver & Boyd, London.
- Wynne-Edwards, V.C. 1986. Evolution through group selection. Oxford : Blackwell Scientific. 340 pp. ISBN 0632015411 (paperback)